# ويكيبيديا البوسنية
ويكيبيديا البوسنية (بالبوسنية:Wikipedia na bosanskom jeziku) هي الإصدار باللغة البوسنية من موسوعة ويكيبيديا تاريخ إطلاقها كان في 12 ديسمبر 2002 .

## مسار التقدم
- 14 سبتمبر 2010، عدد المقالات 29.715.
- 22 أبريل 2022، عدد المقالات 90,000.

## الإحصائيات
| عدد المستخدمين المسجلين | عدد المستخدمين النشيطين | عدد المقالات | صفحات المحتوى | عدد التعديلات | عدد الملفات المرفوعة | عدد الإداريين |
| ----------------------- | ----------------------- | ------------ | ------------- | ------------- | -------------------- | ------------- |
| 168٬846                 | 164                     | 94٬999       | 375٬636       | 3٬696٬223     | 5٬272                | 9             |

## المجتمع
في 17 فبراير 2007، عقد أعضاء من مجتمع ويكي البوسني أول لقاء في سراييفو. عُقد اجتماع آخر في نفس العام، تلته اجتماعات في عامي 2008 و2011.